# Kasteel van Savignac-le-Haut
Het Kasteel van Savignac-le-Haut (Frans: Château de Savignac-le-Haut) is een kasteel in de Franse gemeente Cazouls-lès-Béziers. Het kasteel is een beschermd historisch monument sinds 1983.